# Cambridge Springs (otwarcie szachowe)
Cambridge Springs – wariant nieprzyjętego gambitu hetmańskiego, charakteryzujący się posunięciami:
1. d4 d5 2. c4 e6 3. Sc3 Sf6 4. Gg5 Sbd7 5. e3 c6 6. Sf3 Ha5
Nazwa pochodzi od turnieju rozegranego w 1904 r. w gminie Cambridge Springs.